# سيغواتبيكي
سيغواتبيكي هي مدينة، في هندوراس، تقع في إدارة كوماياغوا، بلغ عدد سكانها 39,070 نسمة.

## أعلام
- جيرسون تينوكو
- فرانكلين كاستيانوس